# Selena Gomez
Selena Marie Gomez (/səˈliːnə ˈɡoʊˌmɛz/ sə-LEE-nə GOH-mez; sinh ngày 22 tháng 7 năm 1992) là một nữ ca sĩ, nhạc sĩ, diễn viên và nhà sản xuất người Mỹ. Sinh ra và lớn lên tại Texas, Gomez bắt đầu sự nghiệp của mình với loạt phim truyền hình dành cho trẻ em Barney & Friends (2002–2004). Ở tuổi thiếu niên, cô được công nhận rộng rãi hơn nhờ vai diễn Alex Russo trong loạt phim truyền hình Wizards of Waverly Place (2007–2012) của Disney Channel từng đoạt giải Emmy.
Bên cạnh phim truyền hình, Gomez còn góp mặt trong các bộ phim điện ảnh như Another Cinderella Story (2008), Princess Protection Program (2009), Wizards of Waverly Place: The Movie (2009), Ramona and Beezus (2010), Monte Carlo (2011), Spring Breakers (2012), Getaway (2013), The Fundamentals of Caring (2016), The Dead Don't Die (2019) và A Rainy Day in New York (2019). Cô cũng lồng tiếng cho nhân vật Mavis trong loạt phim Hotel Transylvania (2012–nay) và điều hành sản xuất loạt phim truyền hình Netflix 13 Reasons Why (2017–2020) và Living Undocumented (2019).
Gomez đã phát hành ba album cùng với ban nhạc cũ Selena Gomez & the Scene: Kiss & Tell (2009), A Year Without Rain (2010) và When the Sun Goes Down (2011), tất cả đều nằm trong top 10 của Billboard 200 và đạt được chứng nhận Vàng. Ngoài ra, Gomez phát hành ba album với tư cách là nghệ sĩ solo: Stars Dance (2013), Revival (2015) và Rare (2020), tất cả đều đứng đầu bảng xếp hạng Billboard 200. Cô đã có 8 đĩa đơn đứng trong top 10 trên Billboard Hot 100: "Come & Get It", "The Heart Wants What It Wants", "Good for you", "Same Old Love", "Hands to Myself", "We Don't Talk Anymore" với Charlie Puth, "It Ain't Me" với Kygo và "Lose You to Love Me", đĩa đơn quán quân đầu tiên của cô trên bảng xếp hạng này.
Năm 2017, Gomez đã bán được hơn 7 triệu bản album và 22 triệu đĩa đơn trên toàn thế giới theo Billboard. Gomez cũng nhận được nhiều giải thưởng khác nhau và được vinh danh là Người phụ nữ của năm theo Billboard vào năm 2017. Cô có một lượng lớn người theo dõi trên mạng xã hội và có thời điểm là người được theo dõi nhiều nhất trên Instagram. Ngoài ra, Gomez còn sỡ hữu bao gồm một thương hiệu mỹ phẩm trang điểm, một dòng quần áo, một dòng túi xách, một dòng nước hoa và một công ty sản xuất tên là July Moonhead Productions. Cô làm việc với nhiều tổ chức từ thiện khác nhau và ở tuổi 17, cô được bổ nhiệm làm đại sứ thiện chí của UNICEF.

## Cuộc đời và sự nghiệp

### 1992–2006: Thời thơ ấu và bắt đầu sự nghiệp

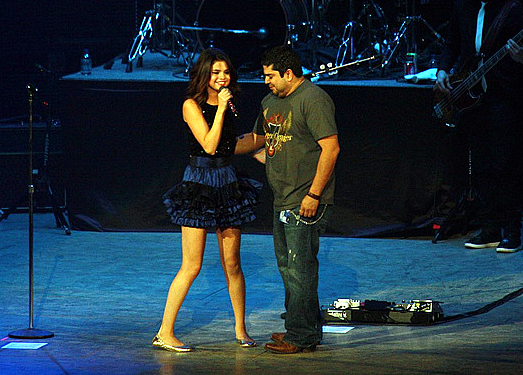
Selena Gomez và bố

Selena Gomez được sinh ra ở Grand Prairie, Texas. Cô là con gái của cựu nữ diễn viên sân khấu Mandy Teefey (Née Cornett) và Ricardo Joel Gomez. Cha cô là người Mỹ gốc México và mẹ thì có tổ tiên có nguồn gốc từ Ý, nên Selena thừa hưởng đôi mắt, mái tóc tối màu và nét đẹp lai khỏe khoắn quyến rũ từ mẹ. Cha mẹ Selena đặt tên cho cô theo tên nữ ca sĩ Selena Quintanilla-Pérez. Selena nhận bằng tốt nghiệp trung học thông qua Giáo dục Tại Nhà năm 2010.
Về dòng máu Tây Ban Nha của mình, Selena nói: "Gia đình tôi có đạo Quinceañeras, và chúng tôi thường đi đến nhà thờ. Chúng tôi làm tất cả mọi thứ mà người Công giáo hay làm, nhưng chúng tôi không thực sự có bất cứ điều gì ngoại trừ truyền thống, đi đến công viên và có tiệc ngoài trời vào ngày chủ nhật sau khi đến nhà thờ".
Khi Selena chào đời, mẹ cô chỉ mới 16 tuổi, bố cô cũng chỉ đang là học sinh trung học. Ông bà Selena thường phải chăm sóc cháu để bố mẹ cô hoàn thành việc học tập. Gia đình họ lúc đó đã phải chật vật đối mặt với nhiều khó khăn tài chính. Đến năm Selena được 5 tuổi, bố mẹ cô đã ly hôn. Bà Mandy sau đó phải một thân một mình nuôi nấng con gái với thu nhập ít ỏi.. Tuy nhiên vào năm 2006, bà Mandy tái hôn với một người đàn ông tên Brian Teefey..
Selena kể lại: "Tôi còn nhớ xe mẹ tôi rất thường xuyên hết xăng. Chúng tôi phải lục lọi trong xe, thu nhặt từng đồng bạc lẻ để có tiền đổ xăng. Bởi lẽ mẹ tôi không bao giờ muốn phải xin tiền của ông bà ngoại". Bà Mandy cho biết, mẹ con họ chỉ có đủ tiền để mua mỳ Ý ở những dollar store (cửa hàng đồng giá 1 USD) để làm bữa tối. Nhưng nếu Selena muốn được đi xem concert ca nhạc, mẹ cô vẫn cố gắng dành dụm để giúp con được thỏa mong ước. Selena xúc động nói: "Mẹ tôi chưa bao giờ kể lể như kiểu chuyện đó to tát lắm. Khi ở bên tôi, bà ấy luôn tỏ ra mạnh mẽ. Mẹ đã gánh một trách nhiệm lớn trên vai khi sinh tôi ở tuổi 16. Mẹ đã từ bỏ tất cả vì tôi, bà ấy làm 3 công việc cùng lúc, nuôi nấng tôi, hy sinh cả cuộc đời vì tôi". Trải qua những tháng ngày tăm tối như thế, Selena đã không khỏi lo lắng sẽ không có tương lai xán lạn nào cho hai mẹ con họ vào lúc đó: "Tôi rất đau lòng khi bố mẹ tôi không còn bên nhau, mẹ tôi phải làm việc vất vả để cho tôi một cuộc sống tốt hơn và tôi thì không thể thấy được ánh sáng ở cuối đường hầm tăm tối này. Tôi sợ mình sẽ chẳng thể cải thiện được điều gì nếu cứ ở lại Texas".
Đam mê với diễn xuất của Selena bắt đầu kể từ khi cô xem mẹ mình diễn tập trên sân khấu kịch. Bà Mandy kể lại: "Khi đó con bé mới 6 hay 7 tuổi. Nó tới xem một buổi diễn tập cùng tôi, con bé chỉ ngồi yên một chỗ để xem, không cử động gì cả. Trên đường về, con bé chẳng nói gì, rồi bỗng thốt lên: "Mẹ ơi, con nghĩ nếu mẹ diễn như thế này thì sẽ hài hước hơn". Tôi nhận ra, ôi không, con mình sẽ trở thành một diễn viên. Có thời, con bé còn tuyển chọn những đứa trẻ trong xóm làm diễn viên và tập làm đạo diễn".
Selena đã bắt đầu sự nghiệp diễn xuất của cô lúc 7 tuổi, cô đóng vai Gianna trong Barney & Friends cùng với Demi Lovato, Selena kể lại: "Hồi còn bé, tôi rất nhút nhát. Tôi không hiểu gì về những từ lóng thường dùng trong công việc quay phim. Tôi học tất cả từ Barney". Sau đó, Selena đã có một vai nhỏ trong Spy Kids 3-D: Game Over và bộ phim truyền hình Walker, Texas Ranger: Trial By Fire, cô cũng đóng vai chính trong bộ phim truyền hình Brain Zapped. Selena phát hiện ra rằng cô muốn trở thành một nữ diễn viên, trong cuộc phỏng vấn E Special, cô nói rằng: "Tôi cũng muốn đứng trên sân khấu giống như mẹ mình".
Năm 2004, Selena đã tham gia một cuộc thi tìm kiếm tài năng do Disney tổ chức. Selena cũng đã thu âm sẵn trước đó hai bản nhạc nền khác nhau cho hai chương trình của Disney. Năm 2006, Selena là khách mời trong The Suite Life of Zack & Cody.

### 2007–2012: Bứt phá với Disney và Selena Gomez and the Scene
Năm 2007, Selena được giao một vai trong phim Hannah Montana mùa 2, Selena vào vai cô ca sĩ Mikayla - đối thủ của Hannah Montana. Trong thời gian này Selena cũng tham gia thêm hai phim, cô vào vai Stevie Sanchez trong What's Stevie Thinking? - một tập phim của Lizzie McGuire và vai Alexa trong Arwin!- một tập phim của The Suite Life of Zack & Cody. Selena sau đó được nhận vai chính trong series Wizards of Waverly Place - Alex Russo, là một trong ba nhân vật chính của bộ phim, nội dung bộ phim nói về cuộc sống của một gia đình phù thủy. Sau khi nhận được tin, Selena đã cùng mẹ chuyển đến sống ở Hollywood để thuận tiện cho việc diễn xuất của cô, cô cũng đã thu âm ca khúc Everything is Not What It Seems, ca khúc chính của phim. Wizards of Waverly Place đã có một lượng khán giả là 5,9 triệu, trở thành một hit mới trên kênh Disney, bộ phim sau đó cũng nhận được vô số giải thưởng và đề cử. Năm 2008, Selena xuất hiện trong video Burnin' Up và là khách mời trong Jonas Brothers: Living the Dream của nhóm Jonas Brothers.

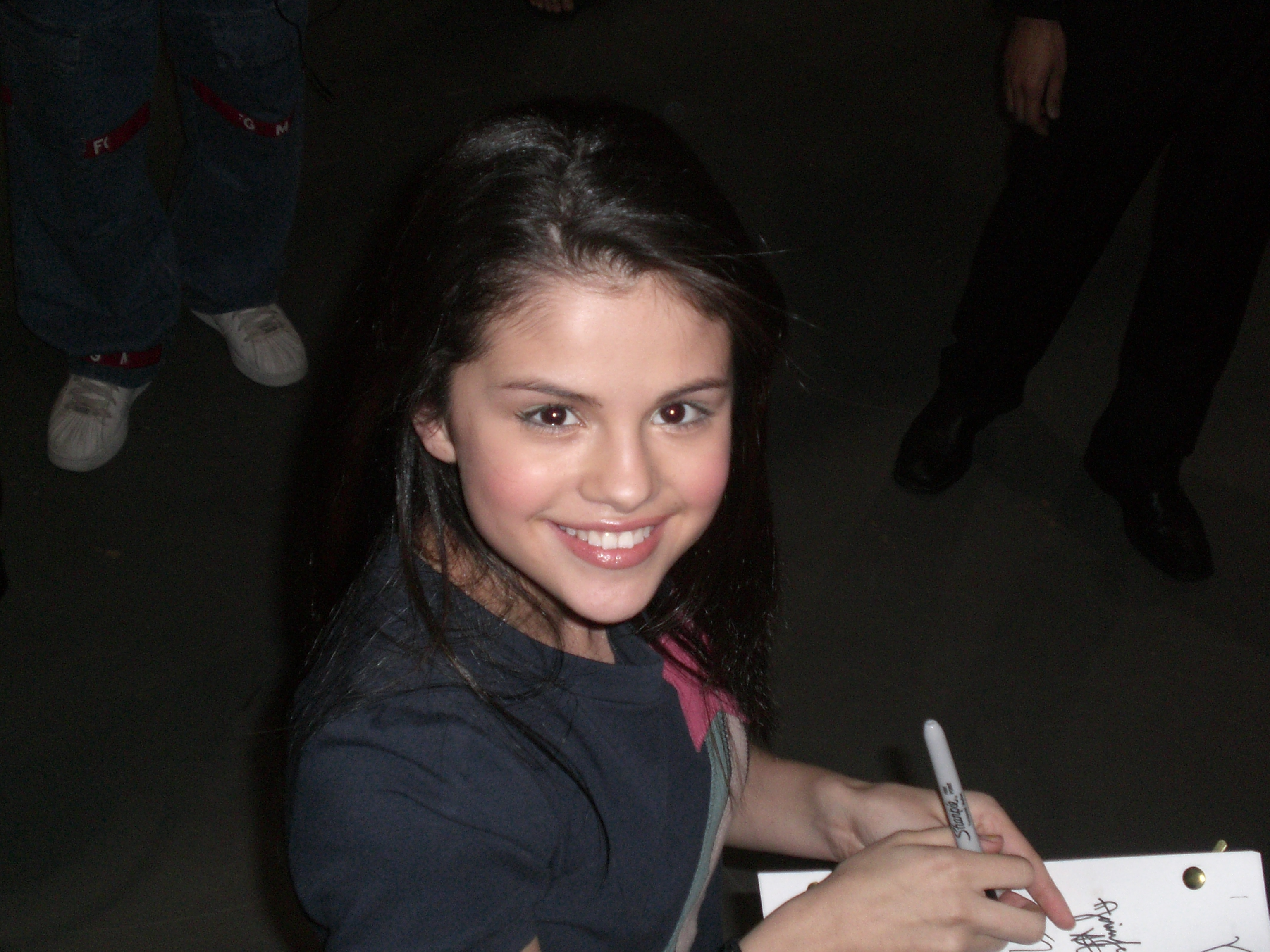
Selena Gomez trên trường quay bộ phim Wizards of Waverly Place

Trong thời gian làm việc cho phần hai của Wizards of Waverly Place, Selena đã xuất hiện trong Studio DC: Almost Live bên cạnh những ngôi sao khác của Disney. Cô thu âm bài hát "Cruella de Vil", trong đó có một video âm nhạc kèm theo cho album tổng hợp DisneyMania 6, sau đó cô thu âm ca khúc Fly to Your Heart, nhạc phim hoạt hình Tinker Bell. Selena cũng được chọn làm vai chính trong phim Another Cinderella Story trong năm đó. Bộ phim nhận được nhiều đánh giá tích cực và thắng giải của Writers Guild of America Award năm 2010. Cô thu âm ba ca khúc cho bộ phim và phát hành hai ca khúc trong số đó: Tell Me Something I Don't Know và New Classic (với Drew Seeley). Cô cũng đã có một vai lồng tiếng trẻ vị thành niên, là một trong những thị trưởng của chín mươi sáu cô con gái trong Horton Hears a Who! được phát hành vào tháng 3 năm đó. Trước sinh nhật năm 16 tuổi, Selena ký một hợp đồng thu âm với hãng đĩa Hollywood Records, một hãng đĩa thuộc sở hữu của Disney. Hãng đĩa này cũng từng ký hợp đồng với Miley Cyrus và Demi Lovato.
Năm 2009, Selena là khách mời trong một tập phim Sonny with a Chance mà Demi Lovato đóng vai chính. Selena cũng quay video cho Whoa Oh bản remix với Forever the Sickest Kids và được phát hành vào tháng tư. Selena và Demi Lovato sau đó cùng tham gia phim Princess Protection Program, phim thu hút được 8.500.000 người xem vào thời điểm đó, được xếp thứ ba Disney Channel Original Movie. Selena cùng Demi sau đó đã thu âm và quay video ca khúc One and the Same, ca khúc chính trong phim. Selena cũng xuất hiện với tư cách là Alex Russo trong Wizards on Deck with Hannah Montana, cô cũng lồng tiếng vai công chúa Selenia trong phim hoạt hình Arthur and the Revenge of Maltazard. Vào tháng 8, Selena xuất hiện trong Wizards of Waverly Place: The Movie , bộ phim ngắn dựa trên series đình đám Wizards of Waverly Place. Khi phim công chiếu đã có đến 11.400.000 người xem, trở thành bộ phim truyền hình đạt rating cao nhất của năm 2009 và đứng thứ hai của Disney sau High School Musical 2. Bộ phim sau đó đã thắng giải Outstanding Children's Program (Chương trình thiếu nhi nổi bật) của giải Emmy lần thứ 62.
Với hy vọng thành công khi đá chéo sang âm nhạc, Selena đã thành lập ban nhạc Selena Gomez & the Scene thông qua thỏa thuận của cô với hãng Hollywood Records. Ban nhạc phát hành album đầu tay của họ, Kiss & Tell vào ngày 29 tháng 9 năm 2009. Album là một sự kết hợp của nhiều phong cách khác nhau, nổi bật là rock, dance. Album ra mắt ở vị trí số 9 trên bảng xếp hạng Billboard 200. Vào ngày 5 tháng 3 năm 2010, album chứng nhận Vàng bởi RIAA với doanh số bán ra hơn 500,000 chỉ riêng tại Mỹ. Selena cho biết ban nhạc đã được thành tựu nhất định, tuy nhiên không lâu sau khi gia nhập ban nhạc, keyboard Nick Foxer đã rời nhóm không rõ lý do, sau đó anh được thay thế bởi Dane Forrest.
Selena cũng đã xác nhận rằng cô đồng sáng tác một bài hát trong album "I Won't Apologize". Single ra mắt đầu tiên là "Falling Down" vào ngày 21 tháng 8 năm 2009. Music Video "Falling Down" cũng được ra mắt sau khi bộ phim truyền hình Wizards of Waverly Place: The Movie công chiếu vào ngày 28 tháng 8 năm 2009. Nó đứng vị trí thứ 82 trên bảng xếp hạng U.S. Billboard Hot 100 thứ 69 trên Canadian Hot 100.. Single thứ hai của album là "Naturally" được phát hành vào ngày 11 tháng 12 năm 2009 cùng với một video âm nhạc. MV được quay vào ngày 14 tháng 11 năm 2009 và công chiếu trên Disney Channel sau tập phim Phineas and Ferb Christmas Vacation vào ngày 11 tháng 12 2009. Single ra mắt ở vị trí thứ 39 và sau đó đạt vị trí số 29 trên Billboard Hot 100 và đã đạt vị trí số 18 trên Canadian Hot 100. Đây là bản Hit của nhóm và đã lọt vào top 40 Bài hát cũng đã đánh bật single đầu tiên của Album là "Falling Down". Đĩa đơn cũng đã thành Hit lớn ở Hungary khi đứng ở vị trí thứ 4 và lọt vào top 5 của các bảng xếp hạnh danh giá trên Thế giới. Ngày 15 tháng 7 năm 2010, Đĩa đơn được chứng nhận đĩa bạch kim bởi RIAA cho doanh số bán hàng từ 1.000.000 ở Mỹ.

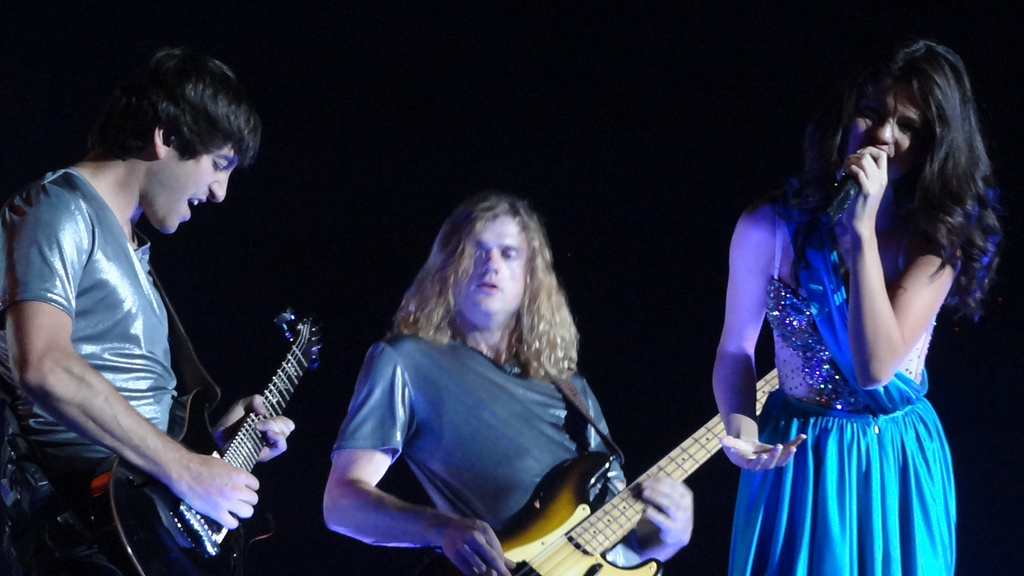
Selena Gomez & the Scene

Ban nhạc đã thực hiện tour diễn Live in Concert. Ban nhạc cũng đã được làm khách mời đặc biệt và trình diễn trong chương trình Dancing with the Stars mùa thứ 9, The Ellen DeGeneres Show, Late Night with Jimmy Fallon, and Dick Clark's New Year's Rockin' Eve with Ryan Seacrest và nhiều chương trình khác. Selena Gomez & The Scene đã cùng với Justin Bieber biểu diễn tại 2010 Houston Livestock Show and Rodeo, Popcon.
Vào tháng 2 năm 2009, Selena được chọn làm vai chính trong phim Ramona và Beezus, một bộ phim dựa trên cuốn tiểu thuyết cùng tên cho trẻ em của Beverly Cleary. Selena nói rằng cô cảm thấy không có áp lực trong việc thực hiện vai trò người lớn hơn: "Tôi nghĩ rằng tôi hoàn toàn nhận thức được suy nghĩ của khán giả và đối với tôi, tôi vẫn chỉ là một đứa trẻ. Tôi sẽ không bao giờ vào vai mà tôi không cảm thấy thoải mái làm hoặc khán giả của tôi sẽ không cảm thấy thoải mái khi nhìn thấy". Cùng năm đó, Selena Gomez & the Scene đã phát hành album phòng thu thứ hai của họ - A Year Without Rain được phát hành vào ngày 17 tháng 9 năm 2010.. Album ra mắt tại vị trí thứ 4 trên bảng xếp hạng Billboard 200 của Mỹ, với doanh số bán ít hơn 66.000 bản, hầu như không đánh bại được Kiss & Tell. Album tiếp tục mang phong cách dance-pop/electropop/indie. Selena nói: "Tôi nghĩ rằng chúng tôi muốn làm một chút điều gì đó vui vẻ." Trong một cuộc phỏng vấn với Z100 New York, Selena nói rằng album sẽ giới thiệu một số bài hát đã không được đưa vào album đầu tiên và phần đầu tư còn lại của ban nhạc sẽ được đưa vào album nhiều hơn.
Đĩa đơn đầu tiên của album là Round & Round được phát hành vào ngày 18 tháng 6 năm 2010. Video đi kèm được quay tại Budapest và công chiếu hai ngày sau đó. Single được phát hành vào ngày 22 tháng 6 năm 2010. "Round & Round" đã lọt vào top 60 ở Áo, Đức và xuất hiện trong bảng xếp hạng ở Bỉ. Bài hát cũng đã được chứng nhận Vàng tại Mỹ bởi Hiệp hội Công nghiệp ghi âm của Mỹ với doanh số bán hơn 500,000 bản.. Đĩa đơn ra mắt ở vị trí thứ 24 trên Billboard Hot 100 và vị trí 76 ở bảng xếp hạng Canadian Hot 100. Bài hát cũng leo lên vị trí 15 ở bảng xếp hạng Billboard Hot Digital Songs chart và vị trí thứ 47 ở Anh. Đĩa đơn thứ hai trong album là A Year Without Rain được phát hành vào ngày 7 tháng 9 năm 2010. Video kèm theo được phát hành vào ngày 3 tháng 9 năm 2010 trên kênh truyền hình Disney sau khi công chiếu bộ phim Camp Rock 2: The Final Jam. Selena Gomez & the Scene cũng đã trình diễn ca khúc Round & Round, A Year Without Rain trong các chương trình America's Got Talent, Blue Peter, Daybreak, MTV's The Seven; Good Morning America; The Ellen DeGeneres Show, Lopez Tonight. Ngày 27 tháng 10, Ban nhạc đã trình diễn các ca khúc trong album dưới dạng acoustic để làm từ thiện cho UNICEF. Họ cũng đã trình diễn trong tour diễn Jingle Ball vào tháng 12. Phiên bản tiếng Tây Ban Nha của "A Year Without Rain" ("Un Año Sin Lluvia") được phát hành ba tháng sau phiên bản tiếng Anh. Ngày 13 tháng 7, Bài hát của Selena Gomez & The Scene "Live Like There's No Tomorrow" được phát hành như một đĩa đơn riêng cho bộ phim điện ảnh Ramona and Beezus.. Năm 2011, ban nhạc biểu diễn A Year Without Rain và đã dành chiến thắng ở giải Favorite Breakout Artist của Peoples Choice Awards, Nhóm nhạc thậm chí đã đánh bật Justin Bieber.

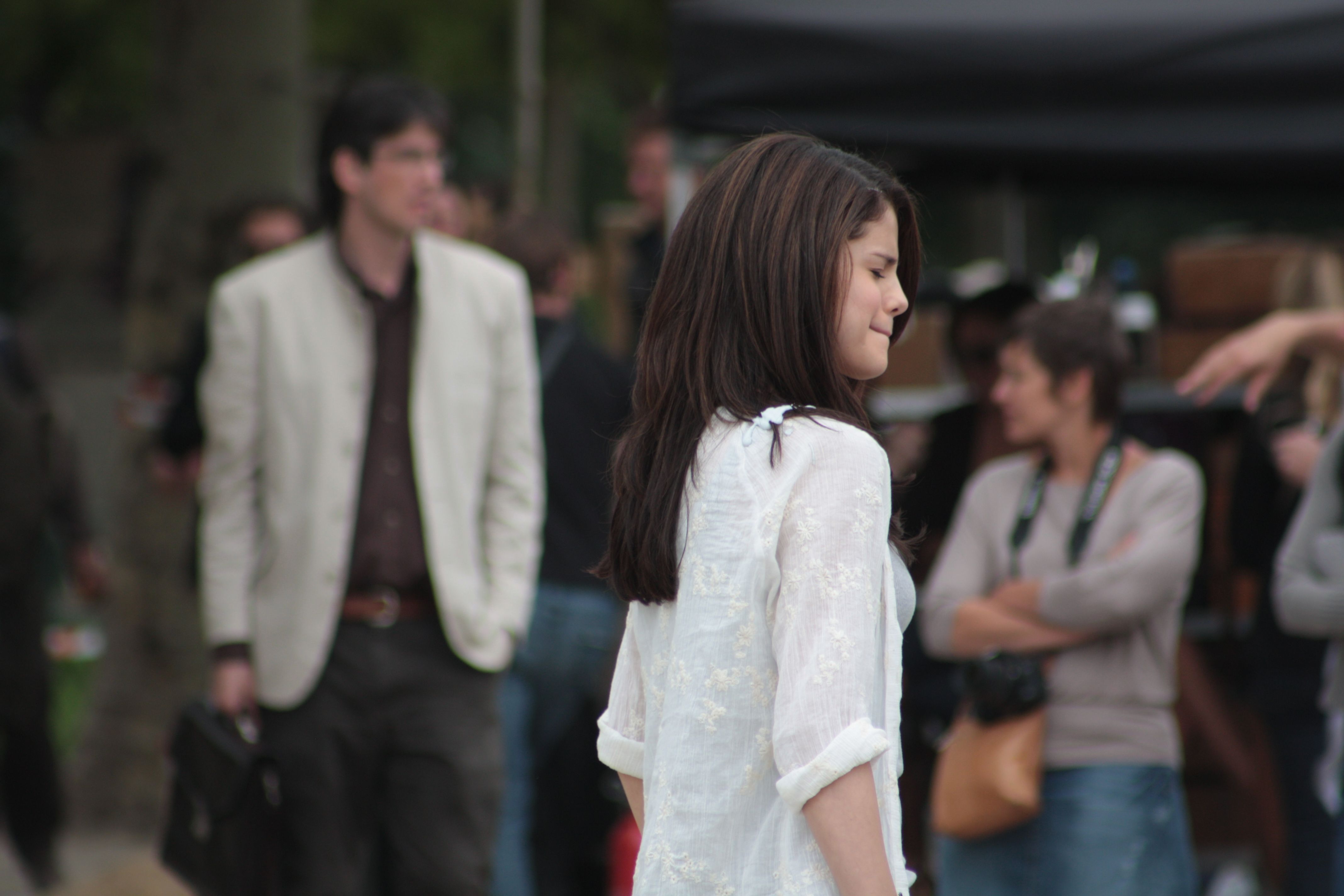
Selena Gomez trên trường quay bộ phim Monte Carlo tại Paris, Pháp

Vào năm 2011, Selena đã được chọn để trở thành một trong ba vai chính trong Monte Carlo, cùng với Leighton Meester và Katie Cassidy. Để chuẩn bị cho vai diễn này, Selena đã phải học cách chơi polo, cũng như phải học cách nói hai giọng điệu khác nhau của người Anh. Cũng trong năm đó, Selena làm khách mời cho phim The Muppets và xuất hiện tại shows của Disney - So Random! và PrankStars.
Ngày 15 tháng 2 năm 2011, Hollywood Records xác nhận rằng ban nhạc Selena Gomez & the Scene đang thực hiện album thứ 3. Album này được ban đầu có tiêu đề Otherside. Sau đó nó được thay đổi là When the Sun Goes Down, và được phát hành vào ngày 28 tháng 6 năm 2011.. Đĩa đơn mở đường cho album là Who Says và nó được ra mắt trên On Air with Ryan Seacrest ngày 8 tháng 3. MV của ca khúc này được thực hiện bởi đạo diễn Chris Applebaum, công chiếu trên Vevo ngày 11 tháng 3.. Ngày 23 tháng 3 năm 2011, Hollywood Records đã công bố về chuyến lưu diễn của ban nhạc là We Own the Night Tour. Tour diễn mùa hè sẽ quảng bá album sắp tới của nhóm bắt đầu ngày 24 tháng 7 năm 2011.
Selena Gomez cũng tiết lộ trong một buổi phỏng vấn rằng đĩa đơn thứ 2 trong album sẽ là Love You Like a Love Song. Bài hát được phát hành vào ngày 17 tháng 6 năm 2011. Ngày 28 tháng 5, Selena công bố chính thức trên Twitter của mình rằng một trong những bài hát từ album, "Bang Bang Bang" sẽ được phát hành như là một đĩa đơn riêng trên iTunes vào ngày 7 tháng 6 năm 2011. Một đoạn trong ca khúc "Bang Bang Bang" cũng được phát độc quyền trên American Top 40 khi Selena Gomez được làm khách mời vào ngày 4 tháng 6 năm 2011. Đĩa đơn được phát hành vào ngày 28 tháng 6 năm 2011. Trong tháng 8 năm 2011, tại Teen Choice Awards 2011, ban nhạc đã trình diễn ca khúc "Love You Like a Love Song" và giành được giải thưởng Choice Group, Choice Single với ca khúc "Who Says", và giải "Choice Love Song" cho ca khúc "Love You Like a Love Song".. Love You Like a Love Song cũng đã được chứng nhận đĩa Bạch kim tại Mỹ bởi RIAA. Selena Gomez sau đó đã đăng một video lời nhạc của ca khúc Hit the Lights và 5 teasers giới thiệu ca khúc Hit the Lights. MV của ca khúc được phát sóng vào ngày 16 tháng 11 năm 2011. Ngày 8 tháng 5 năm 2012, "Love You Like A Love Song" đã được chọn làm một ca khúc trong tập phim 'Prom-asauraus' của Glee.

### 2012–2014: Sản phẩm âm nhạc solo Stars Dance và For You
Trong tháng 1 năm 2012, Selena đã tuyên bố tạm dừng sự nghiệp âm nhạc của cô để tập trung cho diễn xuất, Selena hy vọng cô có thể tập trung cho những bộ phim khác bên ngoài Disney, phim Wizards of Waverly Place sau đó cũng chính thức kết thúc sau 4 phần phát sóng trên Disney Channel. Cũng trong năm này, Selena đã được chọn thay thế cho Miley Cyrus trong bộ phim hoạt hình Hotel Transylvania lồng tiếng cho nhân vật Mavis - con gái của Dracula, được lồng tiếng bởi Adam Sandler. Bộ phim được giới thiệu tại Toronto International Film Festival lần thứ 37 và công chiếu vào ngày 28 tháng 9 năm 2012. Selena sau đó tham gia bộ phim Spring Breakers đóng cùng với Vanessa Hudgens, Ashley Benson và nam diễn viên James Franco, bộ phim được quay tại Sarasota, Florida - bộ phim được viết và đạo diễn bởi Harmony Korine, được công chiếu vào năm 2013. Ngoài ra, Selena cũng tham gia vào một bộ phim có tên Hot Mess - một bộ phim hài của đạo diễn Dave Meyers, Selena còn đóng một vai nhỏ trong phim Aftershock, một bộ phim kinh dị ở Chile. Ngày 7 tháng 4 năm 2012, Selena đã đăng một đoạn video tiết lộ rằng cô ấy đang quay một bộ phim hành động, tình cảm có tên The Getaway ở Bulgaria với nam diễn viên Ethan Hawke. Bộ phim được phát hành vào ngày 26 tháng 8 năm 2013. Selena sau đó trở lại màn ảnh nhỏ với vai diễn Alex Russo trong một tập phim đặc biệt: The Wizard Return: Alex vs Alex, bộ phim được bắt đầu khởi quay vào ngày 22 tháng 10 năm 2012, hoàn thành vào ngày 10 tháng 11 trong năm, và ra mắt khán giả vào ngày 13 tháng 3 năm 2013 trên kênh Disney Channel.

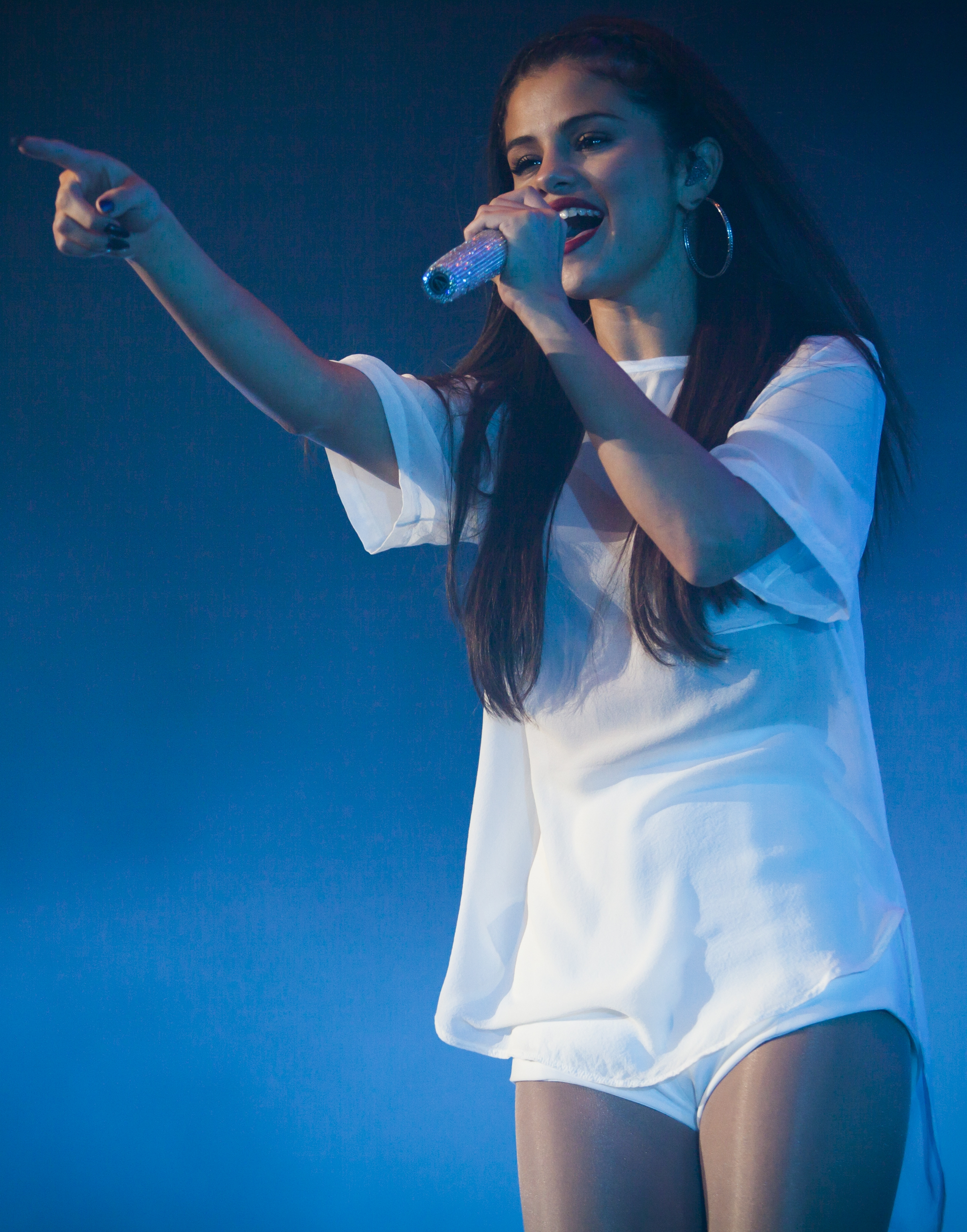
Selena Gomez tại tour diễn Stars Dance

Năm 2013, Selena tiết lộ với báo chí rằng sắp ra mắt một album mới. Đĩa đơn đầu tiên từ album, "Come & Get It", trở thành đĩa đơn hit đầu tiên trong sự nghiệp solo của cô. Nó đã đạt đến vị trí thứ 6 trên bảng xếp hạng Billboard Hot 100. Selena đã phát hành album solo đầu tiên trong sự nghiệp, Stars Dance, vào ngày 23 tháng 7 năm 2013. Album đã đứng đầu bảng xếp hạng Billboard 200, và là album đầu tiên của cô làm được điều đó. Đến tháng 9 năm 2014, Stars Dance đã bán được 400,000 bản trên toàn nước Mỹ Nó là album duy nhất của cô chưa đạt được chứng nhận từ RIAA. Đĩa đơn thứ hai từ album, "Slow Down", không lập lại được thành công của Come & Get It. Selena còn có Stars Dance Tour để quảng bá cho album, tuy nhiên Selena đã phải dừng tour Stars Dance vì mắc căn bệnh Lupus. Selena sau đó xuất hiện trong 2 bộ phim là Behaving Badly với Dylan McDermott, Nat Wolff và phim Rudderless, đạo diễn là William H. Macy.
Vào ngày 24 tháng 11 năm 2014, Selena đã phát hành một album tuyển chọn mang tên For You, là album cuối cùng cô hợp tác với hãng đĩa Hollywood Records. Đĩa đơn duy nhất của album, The Heart Wants What It Wants, cũng đã đạt đến vị trí thứ 6 trên Billboard Hot 100, trở thành hit top 10 thứ hai của cô ấy, sau Come & Get It, Selena sau đó ký hợp đồng với hãng Interscope Records vào tháng 12 năm 2014.

### 2015–2016: Stars Dance, sự hồi sinh, và các cuộc đấu tranh cá nhân
Selena bắt đầu làm việc cho album phòng thu solo của cô từ đầu năm 2015, đây là album đầu tiên cô hợp tác với hãng Interscope Records, cô còn góp giọng trong đĩa đơn của Zedd, "I Want You to Know", phát hành vào 23 tháng 2 năm 2015. Để quảng bá cho album, Selena đã phát hành một đĩa đơn mang tên "Good for You", hợp tác với rapper ASAP Rocky vào ngày 22 tháng 6 năm 2015, single này đã đạt được rất nhiều thành công trên các BXH, bài hát đạt hạng 5 trên Billboard Hot 100, trở thành một trong những bài hát thành công nhất của cô. Sau khi phát hành album Revival vào ngày 9 tháng 10 năm 2015, Selena tiếp tục phát hành đĩa đơn thứ hai từ album mang tên Same Old Love vào ngày 10 tháng 9 năm 2015 và đĩa đơn thứ ba mang tên Hands to Myself. Bên cạnh những sản phẩm âm nhạc, Selena còn có những dự định về phim ảnh, cô tham gia bộ phim Hotel Transylvania 2, ra mắt vào tháng 9 năm 2015, phim Neighbors 2 cùng với Zac Efron, phim In Dubious Battle với James Franco, phim The Big Short và phim The Fundamentals of Caring với Paul Rudd. Cô cũng hợp tác với Charlie Puth ca khúc We Don't Talk Anymore cho album phòng thu đầu tay của anh: Nine Track Mind, ca khúc này đã lọt vào top 10 Billboard Hot 100. Selena bắt đầu làm việc cho album solo thứ ba của cô khi đang đi Tour Revival và đưa vào tour một ca khúc mới mang tên Feel Me. Ca khúc này nằm trong album Rare của cô.
Selena sau đó hủy dở tour Revival vì lý do sức khỏe, cô vào trung tâm để trị bệnh và vắng mặt trước các phương tiện truyền thông trong một thời gian. Selena xuất hiện trở lại lần đầu tại lễ trao giải American Music Awards 2016, cô được đề cử 2 giải là Favorite Pop/Rock Female Artist (Nữ nghệ sĩ Pop/Rock được yêu thích) và Artist of the Year (Nghệ sĩ của năm). Và Selena thắng giải Pop/Rock Female Artist (Nữ nghệ sĩ Pop/Rock được yêu thích), bài phát biểu của cô khi lên nhận giải thưởng được cho là một trong những bài phát biểu cảm động nhất và truyền cảm hứng đối với mọi người.

### 2017-2019:13 Reasons Why, phát hành đĩa đơn
Vào tháng 2 năm 2017, Selena đăng lên một đoạn ca khúc mới của cô trên Instagram story, 5 ngày sau, DJ Kygo cũng đăng một đoạn ca khúc anh hợp tác với Selena. Selena và Kygo xác nhận tên ca khúc là "It Ain't Me", ca khúc phát hành vào ngày 16 tháng 2 và lọt vào top 10 Billboard Hot 100.
Selena đã được chọn vào vai chính, nhân vật Hannah Baker trong bộ phim chuyển thể từ cuốn tiểu thuyết viễn tưởng trẻ-người lớn, 
Thirteen Reasons Why. Cuốn tiểu thuyết được viết bởi Jay Asher, được cho là bán chạy nhất vào năm 2007, tuy nhiên sau đó Selena không tham gia trong phim mà chỉ đóng vai trò sản xuất. Selena chia sẻ đoạn trailer đầu tiên của phim vào ngày 25 tháng 1 năm 2017, bộ phim sau đó phát sóng trên Netflix vào ngày 31 tháng 3 năm 2017. Bên cạnh vai trò sản xuất cho bộ phim, Selena cũng làm việc cho album mới với các nhà sản xuất The Futuristics, Jonas Jeberg, Ryan Tedder và các nhạc sĩ Julia Michaels, Justin Tranter, Jacob Kasher. Vào ngày 5 tháng 5 năm 2017, Selena cho chạy một bảng đồng hồ đếm ngược đến ngày 18 tháng 5, ngày phát hành đĩa đơn "Bad Liar", ca khúc này có 2 MV, một MV được phát hành trên Spotify, MV thứ hai được phát hành sau đó trên YouTube với teaser cho single tiếp theo là "Fetish", đĩa đơn phát hành vào ngày 13 tháng 7. Vào tháng 8 năm 2017, Selena thử vai trong phim A Rainy Day in New York, bộ phim được đạo diễn bởi Woody Allen cho Amazon Studios.
Vào ngày 19 tháng 10, Selena và Nhà sản xuất EDM Marshmello thông báo rằng họ sẽ hợp tác với nhau trong ca khúc mới mang tên Wolves. Ca khúc được phát hành vào ngày 25 tháng 10.
Vào ngày 10 tháng 5 năm 2018, Selena phát hành đĩa đơn từ phim 13 Reasons Why phần 2, có tên là Back To You. Cô cũng một lần nữa lồng tiếng cho phim Khách sạn huyền bí 3: Kỳ nghỉ ma cà rồng, được ra mắt vào tháng 7 năm 2018.
Selena cùng Ozuna và Cardi B góp giọng trong bài hát của DJ Snake mang tên Taki Taki. Bài hát được phát hành vào tháng 9 năm 2018. Cô tiếp tục góp giọng trong bài hát I Can't Get Enough của Benny Blanco cùng Tainy và J Balvin, bài hát phát hành vào tháng 2 năm 2019. Trong năm 2019 Selena cũng xuất hiện trong phim của Jim Jarmusch mang tên The Dead Don't Die.
Vào tháng 9 năm 2019, Selena làm nhà sản xuất điều hành cho bộ phim tài liệu của Netflix mang tên Living Undocumented . Bộ phim có 6 tập, được phát hành vào ngày 2 tháng 10 năm 2019.

### 2019-2023:Rare,RevelaciónvàOnly Murders in the Building
Vào ngày 23 tháng 10 năm 2019, Gomez phát hành "Lose You to Love Me" là đĩa đơn chính trong album phòng thu thứ ba Rare. Ngày hôm sau, cô bất ngờ phát hành đĩa đơn thứ hai của album "Look at Her Now". "Lose You to Love Me" trở thành đĩa đơn đứng đầu một bảng xếp hạng đầu tiên của Gomez tại Hoa Kỳ, tăng vọt từ vị trí thứ 15 lên vị trí quán quân Billboard Hot 100 trong số ra ngày 9 tháng 11 năm 2019. Rare được phát hành vào ngày 10 tháng 1 năm 2020 với những phản hồi tích cực từ giới phê bình và đứng đầu bảng xếp hạng Billboard 200, trở thành album quán quân thứ ba liên tiếp của cô. Cuối tháng đó, Gomez lồng tiếng cho bộ phim phiêu lưu Dolittle của đạo diễn Stephen Gaghan.
Vào tháng 5 năm 2020, Selena dẫn chương trình và điều hành sản xuất chương trình nấu ăn Selena + Chef của HBO Max, trong đó có sự tham gia của một đầu bếp khác từ xa mỗi tập do ảnh hưởng của đại dịch COVID-19. Chương trình được công chiếu vào ngày 13 tháng 8 năm 2020.
Cuối tháng 8 năm 2020, Selena phát hành đĩa đơn "Ice Cream" hợp tác với nhóm nhạc nữ Hàn Quốc Blackpink, bài hát này là đĩa đơn thứ hai trong album phòng thu tiếng Hàn đầu tay của Blackpink The Album.
Vào tháng 11 năm 2020, Gomez dự kiến sẽ sản xuất và đóng vai chính trong bộ phim tiểu sử In the Shadow of the Mountain do Elgin James đạo diễn, dựa trên hồi ký của Silvia Vasquez-Lavado, người phụ nữ đồng tính công khai đầu tiên chinh phục bảy đỉnh núi cao nhất mỗi châu lục. Vào tháng 1 năm 2021, Gomez phát hành đĩa đơn "De Una Vez" và "Baila Conmigo" trích từ EP tiếng Tây Ban Nha của cô, Revelación, được phát hành vào ngày 12 tháng 3.. Nó ra mắt ở vị trí thứ 22 tại Hoa Kỳ, đã bán được khoảng 23.000 bản trong tuần đầu tiên phát hành, đánh dấu tuần bán được nhiều nhất cho một album tiếng Latinh của một nghệ sĩ nữ kể từ El Dorado của Shakira vào năm 2017. EP này cũng đứng đầu bảng xếp hạng Billboard Top Latin Albums, trở thành album đầu tiên của một nghệ sĩ nữ làm được điều này kể từ El Dorado năm 2017. EP đã nhận được sự hoan nghênh toàn cầu theo Metacritic, một trang web thu thập đánh giá từ các nhà phê bình âm nhạc chuyên nghiệp, và được đề cử cho Album nhạc Pop Latin hay nhất tại Giải Grammy lần thứ 64. Nó cũng nhận được đề cử Album Pop Latin của năm từ các lễ trao giải Billboard Latin Music, Latin American Music và Lo Nuestro. Bản thu âm pha trộn các thể loại reggaeton, Latin pop, R&B với các yếu tố urbano, đánh dấu sự khác biệt so với âm hưởng dance-pop của album tiền nhiệm Rare. Cô ra mắt ba đĩa đơn: "De Una Vez", "Baila Conmigo" với Rauw Alejandro, và "Selfish Love" với DJ Snake. Với EP này và đĩa đơn "Baila Conmigo", cô trở thành nghệ sĩ nữ đầu tiên đứng đầu bảng xếp hạng US Latin Albums và Latin Airplay đồng thời trong hơn một thập kỷ. Video âm nhạc của "De Una Vez" đã được đề cử cho Video âm nhạc dạng ngắn hay nhất tại Lễ trao giải Grammy Latin lần thứ 22. Selena đã biểu diễn tại lễ khai mạc Chung kết UEFA Champions League 2021 vào tháng 5. Sau đó, cô hợp tác với ca sĩ người Colombia Camilo Echeverry trong bài hát có tựa đề "999".
Vào tháng 8 năm 2021, Selena đóng vai chính và điều hành sản xuất loạt phim hài bí ẩn Only Murders In the Building cùng với Steve Martin và Martin Short. Dự án đánh dấu vai diễn truyền hình đầu tiên của Selena kể từ Wizards of Waverly Place. Bộ phim được công chiếu trên nền tảng Hulu, lập kỷ lục là phim hài được xem nhiều nhất trong lịch sử Hulu.. Bộ phim đã nhận được sự hoan nghênh của giới phê bình và nhiều giải thưởng, diễn xuất và phản ứng hóa học giữa bộ ba chính đã được các nhà phê bình khen ngợi. Selena thắng giải Diễn viên xuất sắc nhất của Satellite Awards, và thắng hai lần ở giải People's Choice Awards, ngoài ra Selena còn được đề cử ở những giải thưởng như Giải Quả cầu vàng, Emmy (với vai trò nhà sản xuất), Critics' Choice Television Award, Screen Actors Guild Award.
Năm 2022, Selena tiếp tục lồng tiếng cho Mavis, đồng thời đóng vai trò điều hành sản xuất cho phần thứ tư và cũng là phần cuối cùng trong loạt phim Hotel Transylvania - Hotel Transylvania: Transformania. Để đối phó với các trường hợp gia tăng của biến thể SARS-CoV-2 Delta ở Hoa Kỳ, Sony Pictures đã hủy bỏ kế hoạch chiếu rạp của bộ phim. Bộ phim được phát hành trên Amazon Prime Video vào tháng 1 năm 2022.
Vào tháng 2 năm 2022, Selena hợp tác với ban nhạc Anh Coldplay trong ca khúc Let Somebody Go, được phát hành dưới dạng đĩa đơn. Với vai trò nghệ sĩ nổi bật trong album phòng thu thứ chín của Coldplay - Music of the Spheres, cô đã được đề cử cho Album của năm tại Lễ trao giải Grammy lần thứ 65. Vào tháng 5, Selena dẫn chương trình cho một tập Saturday Night Live của đài NBC, sau đó, cô xuất hiện với tư cách khách mời trong chương trình vào tháng 12. Vào tháng 8, Selena được giới thiệu trong bản phối lại bài hát "Calm Down" của nghệ sĩ người Nigeria Rema. Bài hát là một thành công quốc tế, đạt vị trí thứ ba trên bảng xếp hạng Billboard Global 200. Bài hát ở vị trí thứ tám trên Billboard Hot 100,, đây là bài hát thứ chín lọt vào top 10 của Selena tại Hoa Kỳ, và đạt vị trí thứ hai tại Canada. Nó trở thành bài hát đứng đầu bảng xếp hạng Billboard U.S. Afrobeats Songs lâu nhất, với 31 tuần ở vị trí quán quân.
Vào tháng 11 năm 2022, Selena phát hành phim tài liệu về bản thân cô - Selena Gomez: My Mind & Me do Alek Keshishian làm đạo diễn. Bộ phim được công chiếu lần đầu tại AFI Fest vào ngày 2 tháng 11, và được phát hành hai ngày sau đó trên Apple TV+ và tại một số rạp chiếu phim chọn lọc. Nó đã nhận được sự đón nhận tích cực từ giới phê bình khi phát hành, bộ phim tài liệu được ca ngợi vì sự minh bạch về sức khỏe tâm thần. Bộ phim nhận giải về nữ quyền trong lĩnh vực giải trí của Critics Choice Association. Selena cũng phát hành bài hát My Mind & Me trùng với thời điểm phát hành bộ phim tài liệu. Bài hát đã nhận được danh hiệu Bài hát trong phim của năm do Variety trao tặng năm 2022.
Cũng trong tháng 11 năm 2022, Selena hé lộ sản phẩm âm nhạc mới sẽ được phát hành vào năm 2023, sau đó là một chuyến lưu diễn tiềm năng. Vào tháng 3 năm 2023, Selena xuất hiện trong loạt phim truyền hình tài liệu Dear.... của Apple TV+.
Selena cũng hiện đang quay phần thứ ba của Only Murders in the Building kể từ tháng 1 năm 2023. Cô đã phát hành đĩa đơn độc lập " Single Soon " vào ngày 25 tháng 8 năm 2023. [ 415 ] Nó đã lọt vào top 20 của Billboard Global 200 và tại Hoa Kỳ và Canada. 

### 2024–nay: Tiếp tục diễn xuất vàI Said I Love You First
Vào tháng 1 năm 2024, Selena tuyên bố rằng cô thích diễn xuất hơn âm nhạc và chỉ còn "một album nữa trong đầu". Cô tiết lộ rằng cô "chưa bao giờ thực sự có ý định trở thành ca sĩ toàn thời gian" nhưng "sở thích đó" đã phát triển thành sự nghiệp khi cô làm việc với Disney. Sau đó, Selena đề cập đến việc cảm thấy "hơi già so với cuộc sống của một ngôi sao nhạc pop", . nhưng sau đó đã rút lại lời này và tuyên bố rằng "âm nhạc sẽ không biến mất" và "Tôi chỉ tạm gác nó lại". Vào tháng 2, cô phát hành đĩa đơn độc lập " Love On ", ra mắt trong top 60 tại Hoa Kỳ và top 70 trên bảng xếp hạng Global 200. 
Selena đóng vai phụ Jessi Del Monte, vợ của nhân vật chính, trong bộ phim hài tội phạm âm nhạc tiếng Tây Ban Nha Emilia Pérez , do Jacques Audiard đạo diễn.  Cô đã học tiếng Tây Ban Nha cho vai diễn này, và biểu diễn hai bài hát cho nhạc phim. Bộ phim được công chiếu tại Liên hoan phim Cannes lần thứ 77 ,  nơi nó đã giành được Giải thưởng . Diễn xuất của Selena đã nhận được lời khen ngợi,   cô đã được đề cử cho hạng mục nữ diễn viên phụ tại Giải Quả cầu vàng lần thứ 82 và  Giải thưởng Điện ảnh Viện Hàn lâm Vương quốc Liên hiệp Anh lần thứ 78. Cô và đoàn làm phim nữ đã cùng nhau giành được Giải thưởng Liên hoan phim Cannes cho Nữ diễn viên chính xuất sắc nhất, được đề cử cho Diễn xuất xuất sắc của dàn diễn viên trong phim điện ảnh tại Giải thưởng của Nghiệp đoàn Diễn viên Màn ảnh lần thứ 31 ,  được vinh danh là hiệp sĩ với Huân chương Nghệ thuật và Văn học của chính phủ Pháp. 

## Phong cách nghệ thuật

### Âm nhạc
Selena sở hữu chất giọng nữ trung (mezzo soprano) cùng với âm vực rộng 3 quãng tám. Cô được miêu tả là một ca sĩ nhạc pop và thể hiện thể loại nhạc dance-pop kết hợp với EDM. Khi sự nghiệp đang tiến triển, cô đã thử nghiệm nhiều thể loại nhạc. Album đầu tiên của cô với ban nhạc The Scene lấy cảm hứng từ electronic rock và pop rock, các bản thu sau đó của cô với ban nhạc cũng là dance-pop. A Year Without Rain thì có những đặc trưng của synth-pop và When the Sun Goes Down đưa vào nhiều hơn electropop. Ca khúc Stars Dance của cô được bắt nguồn từ thể loại EDM-pop và bản thân Selena mô tả nó là "baby dubstep", với các yếu tố từ nhiều thể loại như electronic, disco, techno hoặc dancehall.. Các bài hát của cô như "The Heart Wants What It Wants" và "Good for You" được mô tả là "tối giản" và "trưởng thành".

### Ảnh hưởng
Trong sự nghiệp âm nhạc của mình, Selena cho rằng Bruno Mars có sức ảnh hưởng lớn đến cô: "Phong cách âm nhạc của anh ấy, cách anh ấy trình diễn". Selena cũng kể tên Christina Aguilera, Britney Spears, Beyonce và Rihanna là những người có sức ảnh hưởng. Selena nói rằng cô nhận thấy ca sĩ người Anh Cheryl Cole là một người ảnh hưởng quan trọng đối với con đường nghệ thuật của cô: "Cô ấy làm cho tôi cảm thấy tốt hơn, tôi yêu âm nhạc của cô ấy và tôi nghĩ rằng cô ấy là một người tốt". Album solo đầu tay của Selena Stars Dance ảnh hưởng bởi Britney Spears, Taylor Swift và nhà sản xuất nhạc điện tử người Mỹ Skrillex. Album thứ hai của cô là Revival thì ảnh hưởng bởi album Stripped của Christina Aguilera và ca sĩ Janet Jackson.

## Đời tư
Vào năm 2020, Selena đã chuyển đến một dinh thự trị giá 4,9 triệu USD ở khu phố Los Angeles của Encino.

### Các mối quan hệ
Selena đã hẹn hò Nick Jonas vào năm 2008 và xuất hiện trong video âm nhạc cho bài hát "Burnin' Up" của Jonas Brothers. Vào tháng 12 năm 2010, Selena bắt đầu hẹn hò với Justin Bieber. Sau khi chia tay vào tháng 11 năm 2012, họ đã tái hợp vài tuần sau đó trước khi lại chia tay vào tháng 1 năm 2013. Sau đó, họ đã tái hợp trong một vài tháng vào mỗi năm 2013, 2014 và 2015. Cuối năm 2017, có thông tin cho rằng cặp đôi đã ở bên nhau một lần nữa; tuy nhiên, họ lại chia tay vào tháng 3 năm 2018. Sau khi thu âm "I Want You to Know" vào năm 2015 với DJ người Đức gốc Nga Zedd, Selena bắt đầu hẹn hò với anh, mặc dù họ đã chia tay vào cuối năm đó.
Selena được cho là đã bắt đầu hẹn hò The Weeknd vào tháng 1 năm 2017 và họ tạm thời dọn đến ở cùng nhau vào tháng 9 năm đó tại Greenwich Village, New York, nhưng đã chia tay vào tháng 10. The Weeknd phát hành My Dear Melancholy vào tháng 3 năm 2018, theo các phương tiện truyền thông, nó đã đề cập đến Selena trong một số bài hát.

### Sức khỏe
Selena được chẩn đoán mắc bệnh lupus vào khoảng giữa năm 2012 và đầu năm 2014. Vào tháng 9 năm 2017, cô tiết lộ trên Instagram rằng cô đã rút lui khỏi các sự kiện công cộng trong vài tháng trước đó vì cô đã nhận được một ca cấy ghép thận từ nữ diễn viên và người bạn thân của cô, Francia Raisa. Trong quá trình cấy ghép, một động mạch bị vỡ và ca phẫu thuật khẩn cấp đã được tiến hành để tạo động mạch mới bằng cách sử dụng tĩnh mạch từ chân của cô.
Selena đã cởi mở về cuộc đấu tranh của cô đối với bệnh rối loạn lo âu và trầm cảm. Cô bắt đầu theo đuổi liệu pháp điều trị ở tuổi đôi mươi và cũng dành thời gian ở các cơ sở điều trị. Khi đạt được 100 triệu người theo dõi trên Instagram, Selena nói rằng cô "hơi hoang mang" và kể từ đó đã có nhiều thời gian nghỉ ngơi từ các phương tiện truyền thông xã hội, một phần là do những bình luận tiêu cực. Vào tháng 4 năm 2020, cô tiết lộ mình mắc chứng rối loạn lưỡng cực.

## Những dự án khác

### Làm từ thiện
Selena đã tham gia vào các chiến dịch UR Vote Count nhằm khuyến khích thanh thiếu niên tìm hiểu thêm về ứng cử viên tổng thống Barack Obama và John McCain năm 2008.. Trong tháng 10 năm 2008, Selena tham gia vào St. Jude's Children's Hospital "Runway For Life". Selena là một phát ngôn viên của Borden Milk Products|Borden Milk.. Cô là đại sứ của DoSomething.org sau khi tham gia vào các hoạt động từ thiện giúp đỡ những chú chó' ở Puerto Rico.. Cô đã tham gia trong khi quay phim Wizards of Waverly Place: The Movie.
Hằng năm, cô đều chi ra một khoản tiền không nhỏ để đóng góp cho Tổ chức Nghiên cứu Bệnh Lupus (ALR) có trụ sở tại New York, Mỹ với hy vọng phần nào có thể giúp họ nghiên cứu và tìm ra phương cách chữa trị cũng như ngăn ngừa sớm hội chứng Lupus ban đỏ, căn bệnh gây nguy hiểm đặc biệt cho hệ miễn dịch mà cô đang mắc phải.
Những ngày đầu tiên của năm năm 2020, Selena Gomez, cùng với nhiều nghệ sĩ khác ở Hollywood, đã quyên góp một số tiền cực lớn đến các quỹ và lực lượng cứu hoả tại Úc để hỗ trợ khắc phục nạn cháy rừng khủng khiếp đang diễn ra, nạn cháy rừng đã thiêu rụi hơn 7 triệu hecta rừng cùng với nửa tỉ động vật và hàng ngàn người dân đã phải sơ tán khẩn cấp. (Thống kê sơ bộ của chính phủ Úc tính đến tháng 1 năm 2020, con số thực tế có thể cao hơn)

## Danh sách đĩa nhạc

### Với ban nhạc
- Kiss & Tell (2009)
- A Year Without Rain (2010)
- When The Sun Goes Down (2011)

### Với tư cách solo
- Stars Dance (2013)
- Revival (2015)
- Rare (2020)
- Revelación (2021)

### Hợp tác
I Said I Love You First (với Benny Blanco) (2025)

## Danh sách phim tham gia

### Phim
| Những bộ phim chưa được phát hành | Nghĩa là những bộ phim chưa được phát hành |

| Năm  | Tên                                   | Vai                                     | Ghi chú                        |
| ---- | ------------------------------------- | --------------------------------------- | ------------------------------ |
| 2003 | Spy Kids 3-D: Game Over               | Waterpark Girl                          |                                |
| 2008 | Another Cinderella Story              | Mary Santiago                           |                                |
| 2008 | Horton Hears a Who!                   | Helga                                   | Lồng tiếng                     |
| 2009 | Arthur and the Revenge of Maltazard   | Princess Selenia                        | Lồng tiếng                     |
| 2010 | Ramona and Beezus                     | Beatrice "Beezus" Quimby                |                                |
| 2010 | Arthur 3: The War of the Two Worlds   | Princess Selenia                        | Lồng tiếng                     |
| 2011 | Monte Carlo                           | Grace Bennett / Cordelia Winthrop Scott |                                |
| 2011 | The Muppets                           | Chính cô                                | Khách mời                      |
| 2012 | Fifty Shades of Blue                  | Lauren                                  |                                |
| 2012 | Spring Breakers                       | Faith                                   |                                |
| 2012 | Hotel Transylvania                    | Mavis Dracula                           | Lồng tiếng                     |
| 2012 | Aftershock                            | Lisa                                    | Khách mời                      |
| 2013 | Getaway                               | The Kid                                 |                                |
| 2013 | Girl Rising                           | Narrator                                | Phim tài liệu                  |
| 2013 | Searching                             | Violet                                  | Phim ngắn                      |
| 2014 | Behaving Badly                        | Nina Pennington                         |                                |
| 2014 | Rudderless                            | Kate Ann Lucas                          |                                |
| 2015 | Unity                                 | Narrator                                | Phim tài liệu                  |
| 2015 | Hotel Transylvania 2                  | Mavis Dracula                           | Lồng tiếng                     |
| 2015 | The Big Short                         | Chính cô                                |                                |
| 2016 | The Fundamentals of Caring            | Dot                                     |                                |
| 2016 | Neighbors 2: Sorority Rising          | Madison                                 |                                |
| 2016 | In Dubious Battle                     | Lisa                                    |                                |
| 2017 | Puppy!                                | Mavis                                   | Lồng tiếng                     |
| 2018 | A Love Story                          | Girl                                    | Phim ngắn                      |
| 2018 | Hotel Transylvania 3: Summer Vacation | Mavis                                   | Lồng tiếng                     |
| 2019 | A Rainy Day in New York               | Chan                                    |                                |
| 2019 | The Dead Don't Die                    | Zoe                                     |                                |
| 2020 | Dolittle                              | Betsy                                   | Lồng tiếng                     |
| 2022 | Hotel Transylvania 4                  | Mavis                                   | Lồng tiếng, điều hành sản xuất |
| 2022 | Selena Gomez: My Mind & Me            | Chính cô                                | Phim tài liệu                  |
| TBA  | Emilia Perez                          | TBA                                     | Phim bấm máy vào đầu năm 2023  |

### Phim/Chương trình truyền hình
| Năm           | Tên                                 | Vai                | Ghi chú                                                        |
| ------------- | ----------------------------------- | ------------------ | -------------------------------------------------------------- |
| 2002–04       | Barney & Friends                    | Gianna             | Vai định kỳ; mùa 7 và 8                                        |
| 2005          | Walker, Texas Ranger: Trial by Fire | Julie              | Phim                                                           |
| 2006          | The Suite Life of Zack & Cody       | Gwen               | "A Midsummer's Nightmare" (mùa 2, tập 22)                      |
| 2007–08       | Hannah Montana                      | Mikayla            | 3 tập                                                          |
| 2007–12       | Wizards of Waverly Place            | Alex Russo         | Vai chính; Disney Channel Original Series                      |
| 2008          | Jonas Brothers: Living the Dream    | Chính cô           | "Hello Hollywood" (mùa 1, tập 7)                               |
| 2008          | Studio DC: Almost Live              | Chính cô           | "The Second Show" (mùa 1, tập 2)                               |
| 2008          | Disney Channel Games                | Chính cô           | Đội Vàng                                                       |
| 2009          | Princess Protection Program         | Carter Mason       | Disney Channel Original Movie                                  |
| 2009          | Wizards of Waverly Place: The Movie | Alex Russo         | Disney Channel Original Movie                                  |
| 2009          | The Suite Life on Deck              | Alex Russo         | "Double-Crossed" (mùa 1, tập 21)                               |
| 2009          | Sonny with a Chance                 | Chính cô           | "Battle of the Networks' Stars" (mùa 1, tập 13)                |
| 2011          | So Random!                          | Chính cô           | "Selena Gomez" (mùa 1, tập 3)                                  |
| 2011          | PrankStars                          | Chính cô           | "Something to Chew On" (mùa 1, tập 1)                          |
| 2013          | The Wizards Return: Alex vs. Alex   | Alex Russo         | Tập phim đặc biệt của Disney Channel; người điều hành sản xuất |
| 2014–15       | We Day                              | Host               | Tập đặc biệt (8th edition/9th edition)                         |
| 2015          | The Voice                           | Cố vấn             | Season 9, đội của Gwen Stefani                                 |
| 2015          | The Victoria's Secret Fashion Show  | Chính cô           | Trình diễn                                                     |
| 2016          | Saturday Night Live                 | Khách mời          | Tập phim: "Ronda Rousey/Selena Gomez"                          |
| 2016          | Inside Amy Schumer                  | Chính cô           | Tập phim: "Fame" (4.6)                                         |
| 2017–hiện tại | 13 Reasons Why                      | Điều hành sản xuất | Netflix mini-series                                            |
| 2020–2022     | Selena + Chef                       | Host               | Đồng sản xuất                                                  |
| 2021–hiện tại | Only Murders in the Building        | Mabel Mora         | Vai chính, đồng sản xuất                                       |
| 2023          | Dear...                             | Chính cô           | Tập phim: "Selena Gomez"; phim tài liệu                        |

### Web
| Năm  | Tên                            | Vai      | Ghi chú |
| ---- | ------------------------------ | -------- | ------- |
| 2010 | Selena Gomez: Girl Meets World | Chính cô | 7 tập   |

### Điều hành sản xuất
| Năm           | Tên                                 | Ghi chú                          |
| ------------- | ----------------------------------- | -------------------------------- |
| 2013          | The Wizards Return: Alex vs. Alex   | Tập phim đặc biệt                |
| 2017–2020     | 13 Reasons Why                      | 49 tập                           |
| 2019          | Living Undocumented                 | 6 tập                            |
| 2020–2022     | Selena + Chef                       | 40 tập                           |
| 2020          | This Is the Year                    | Đồng sản xuất với David Henrie   |
| 2020          | The Broken Hearts Gallery           |                                  |
| 2021–hiện tại | Only Murders in the Building        | 20 tập                           |
| 2022          | Hotel Transylvania 4: Transformania | Phim hoạt hình                   |
| 2022          | Mi Vecino, El Cartel                | Phim tài liệu; 3 tập             |
| TBA           | Won't Be Silent                     | Phim tài liệu âm nhạc, đang quay |

## Lưu diễn
- Selena Gomez & the Scene: Live in Concert (2010)
- A Year Without Rain Tour (2011)
- We Own the Night Tour (2012)
- Stars Dance Tour (2013-2014)
- Revival Tour (2016)